# 40-й саммит G7
40-й саммит «Большой семёрки» (G7) — международная встреча на высшем уровне, была проведена 4—5 июня 2014 года в Брюсселе (Бельгия) вместо ранее запланированного на ту же дату 40-го саммита Большой восьмёрки в Сочи (Россия), отменённого в связи с аннексией Крыма Российской Федерацией в феврале-марте 2014 года.
2 марта 2014 года госсекретарь США Джон Керри заявил, что Россия может лишиться места в G8 в связи с событиями в Крыму. 3 марта лидеры семи стран G8 заявили о приостановке участия в саммите в Сочи.
18 марта глава МИД Франции Лоран Фабиус заявил, что западные страны договорились приостановить участие России в G8.
20 марта Ангела Меркель заявила: «Пока нет политических условий для такого важного формата, как G8, более нет самого G8 — ни саммита, ни формата как такового».
24 марта Дэвид Кэмерон заявил, что саммит G8 в России в этом году проводиться не будет. Было принято решение в июне 2014 года провести саммит G7 в Брюсселе без участия России. Членство России было приостановлено до тех пор, «пока Россия не сменит политический курс».